# Oreste Mentasti
Oreste Mentasti (Torino, 28 settembre 1859 – Torino, 1º aprile 1935) è stato un commediografo e regista cinematografico italiano.

## Biografia
Giornalista, co-diresse con lo scrittore Domenico Beccari, tra il 1886 e il 1887, la rivista satirica L'Aso. Giornal en dialet piemonteis.
Scrisse alcune commedie per il teatro dialettale piemontese, le più note furono 'L camorista 'd Turin e La cura del lati rappresentate rispettivamente nel 1885 e il 1908, e collaborò con Alfonso Ferrero alla scrittura della commedia satirico-musicale Dal paradis d' j'oche.
Verso il 1907 fu assunto dalla neocostituita casa cinematografica torinese Carlo Rossi & C., divenuta successivamente Itala Film. Qui fu tra i primi collaboratori del direttore generale Giovanni Pastrone, operò come regista, e dal 1909 fu anche direttore artistico della sezione drammatica. In quello stesso anno uscì il film La maschera di ferro diretto dallo stesso Mentasti, che ottenne un importante successo internazionale.
Altri film di successo furono Sacrificata! (1910), Cleo e Filete (1911) e Triste fascino (1911).
Nel 1912 passò alla Savoia Film dove diresse alcune importanti pellicole di questa casa, come Erodiade (1912) ed Il cadavere vivente (1913).
Dal 1914 passò ad altre case cinematografiche minori, come l'Artistic Cinema Negatives di Sanremo e la Isis Film di Genova. Suo ultimo film fu Battaglie della vita del 1917, prodotto dalla Talia Film di Milano.

## Filmografia parziale
- Visione accusatrice (1908)
- La maschera di ferro (1909)
- Il figlio di Nelson (1909)
- Il piccolo Sherlock Holmes (1909)
- Il falconiere (1910)
- Sacrificata! (1910)
- Triste fascino (1911)
- La colomba e lo sparviero (1911)
- Mammina (1911)
- Clio e Filete (1911)
- Sonata fatale (1911)
- Sul sentiero della vipera (1912)
- Erodiade (1912)
- Messaggio del vento (1913)
- Il cadavere vivente, co-regia con Nino Oxilia (1913)
- La madre folle (1914)
- Il falco e l'allodola (1914)
- Impronta fatale (1914)
- Battaglie della vita (1917)